# Huici
Huici (Uitzi en euskera y de forma oficial) es una localidad española y un concejo de la Comunidad Foral de Navarra.
Está situado en la Merindad de Pamplona, en la comarca de Norte de Aralar, en el valle de Larráun y a 38 km de la capital de la comunidad, Pamplona. Su población en 2014 fue de 122 habitantes (INE), su superficie es de 15,07 km² y su densidad de población de 8,1 hab/km².

## Geografía física

### Situación
La localidad de Huici está situada en la parte norte del municipio de Larráun. Su término concejil tiene una superficie de 15,07 km² y limita al norte con el municipio de Leiza; al este con el concejo de Beruete en el municipio de Basaburúa Mayor; al sur con el municipio de Lecumberri y el concejo de Echarri y al oeste con el concejo de Gorriti.
|                | Norte: Leiza              |               |
| Oeste: Gorriti |                           | Este: Beruete |
|                | Sur: Lecumberri y Echarri |               |

## Demografía

### Evolución de la población
| Gráfica de evolución demográfica de Huici entre 2000 y 2010 |
|                                                             |
| Datos según el nomenclátor publicado por el INE.            |